# Gazer
Gazer noto anche come Guerra (War), è un personaggio dei fumetti, creato da Peter Milligan (testi) e Salvador Larroca (disegni), pubblicato dalla Marvel Comics. La prima apparizione avviene in X-Men (seconda serie) n. 169 (2005)

## Biografia del personaggio
Egli è un mutante dotato di un corpo dal colorito grigio e capace di assorbire ogni tipo di radiazione dannosa metabolizzandola in cibo. Per questa sua particolare immunità alle radiazione cosmiche, la N.A.S.A. lo scelse come unico membro dell'equipaggio di una stazione spaziale in orbita intorno alla Terra. Dopo Decimation ha perso i suoi poteri, ma nonostante corresse ormai il rischio di morire per avvelenamento da radiazioni, è rimasto sulla stazione orbitante per riuscire a entrare in contatto con la misteriosa creaturina verde di nome Daap.
In seguito è stato reclutato da Apocalisse che lo ha trasformato in Guerra, uno dei suoi Cavalieri.

## Poteri e abilità
Il potere mutante di Gazer gli consente di assorbire ogni tipo di radiazione dannosa metabolizzandola in nutrimento. Questo gli permette di sopravvivere anche in ambienti estremamente ostili alla vita umana. Come effetto collaterale, il suo corpo ha un colorito grigio.
1. ↑  Il termine volume è usato in lingua inglese, in questo contesto, per indicare le serie, pertanto Vol. 1 sta per prima serie, Vol. 2 per seconda serie e così via.